# ハンス・カムラー
ハンス・フリードリヒ・カール・フランツ・カムラー（ドイツ語: Hans Friedrich Karl Franz Kammler、1901年8月26日 - 1945年5月9日?）は、ナチス・ドイツ親衛隊（SS）の将軍。最終階級は親衛隊大将（SS-Obergruppenführer）および武装親衛隊大将（General der Waffen-SS）。ナチスの秘密兵器や絶滅収容所の建設などに携わった人物。

## 略歴
ドイツ帝国領だったシュテッティン（現ポーランド）に軍人であるフランツ・カムラーとマリアの子として生まれる。第一次世界大戦敗戦後の1919年にロスバッハで義勇軍（フライコール）に参加した。ミュンヘンやダンツィヒの工科大学で構造工学を学んだ。卒業後はプロイセン州の技術系公務員に採用されて、様々な建設プロジェクトに関わった。1930年にはJutta Carla Anna Hornと結婚し、息子2人と娘4人を設けている。1932年3月1日に国家社会主義ドイツ労働者党（ナチス党）に入党。ナチス政権発足後は行政機関の技術職員となり、最終的にドイツ航空省の建設部門に配属された。1933年5月20日に親衛隊（SS）に入隊した（隊員番号113,619）。1936年4月に親衛隊少尉に任官された後、技術責任者として様々な経済部門に配属されながら、1938年には親衛隊少佐、翌年には親衛隊中佐、1940年には親衛隊大佐、1941年には親衛隊上級大佐、1942年には親衛隊少将、1944年には親衛隊中将と順調に昇進を重ねていく。
第二次世界大戦中は経済行政本部（SS-WVHA）に配属され、長官であるオズヴァルト・ポール親衛隊大将の副官となった。強制収容所を運営するD局局長リヒャルト・グリュックスを監督し、またカムラー自身も強制収容所の建設を任務とするC局局長としてガス室を含む絶滅収容所の建設に携わっている。1943年のワルシャワ・ゲットー蜂起の後、親衛隊全国指導者ハインリヒ・ヒムラーはカムラーを報復のゲットー破壊作戦の監督に任じた。
また軍需大臣アルベルト・シュペーアからも副官に任じられ、カムラーはナチスの兵器製造にも携わることとなった。軍需工場の建設はもちろん、メッサーシュミット Me262やV2ロケットといった秘密兵器製造にも関与した。1943年にはイギリス軍にV2ロケット建設基地の場所がばれ、大規模な空爆があり、新たな製造基地が必要となった。その製造基地の建設に親衛隊監督下のブーヘンヴァルト強制収容所の囚人が駆り出され、生産基地がドーラ強制収容所となったのを機にV2ロケットの生産の監督は実質的に国防軍から親衛隊へと移っていった。1944年8月8日にはカムラーが軍のヴァルター・ドルンベルガーに代わってV2ロケットの監督となった。また、同年に二級鉄十字章と一級鉄十字章を授与された後、ドイツ十字章金章が授与された。さらに1945年1月には全ミサイルの生産の監督を任され、騎士戦功十字章を受章された。3月には親衛隊大将に昇進し、大戦末期の1945年4月には全航空機生産の全権も任せられたが、ドイツ本土への連合軍の進撃と空襲、資源枯渇で既に生産できる状況ではなくなっていた。
そうした中、連合軍の進撃に備え、4月17日に新型航空機開発研究施設（チェコスロバキアのプルゼニの地下にあった秘密工場）の撤収作業に携わっていたカムラーはヒムラーから直々に「関連資料をまとめ、即刻親衛隊本部に出頭せよ」との電報を受けると「親衛隊本部へは行けない」と返電し、開発計画の関係者（科学者や技術者など64名）を銃殺して関連資料を根こそぎ強奪して逃亡し、ドイツ軍からも追われる身となった。
戦後、そのまま行方不明となったが、何人かがカムラーの遺体を見たとする証言もある一方、運び出した貴重なデータや設計図を手土産にJu 390を奪って逃亡したとの証言もある（2機製作されたJu 390の内、カムラー所有の一機は戦後行方不明）。

## 最期
公式記録では、カムラー大将は、1945年5月9日の夜、自殺したとされている。彼は、親衛隊大将として、1945年3月20日から22日にかけて、アルンスベルク森林内の外国人労働者の大量虐殺を命じ、実行させたため、1957年12月9日に始まったアルンスベルク裁判で、彼の自殺の経緯が判明したとされている。この地方裁判所の判決では、1945年5月初旬に、カムラ―が、直属の親衛隊少尉ツォイナーと運転手プロイクとともに、プラハの反乱とドイツ軍の降伏の際に、2台の車で5月9日に、V2-プログラムの師団司令部があったヴァールシュタイン近郊のズットロプを逃げたことが報告されている。前の日に「彼は生きている目的が何も無い」と言った後、彼はプラハの南にある森林地にその車を止めた。彼は少尉と運転手にドイツへ向かうように促し、森林に入った。そのちょっと後で、司令部付き将校・親衛隊少尉と彼の運転手によって、森林の中でカムラ―の死体が発見された。彼は明らかにシアン化合物を服毒して命を絶っていた。死体はその後現場に埋葬され、その場で一時的に移動された。カムラー大将は、プラハからの逃亡に際して、捕獲を避けるために自殺する意志があったことが確認されている。このように公式の記録では、1945年5月9日の夜に服毒自殺したとされているが、それが事実なのか、新兵器の極秘技術を連合国側へもたらしたことへの見返りとして戦犯訴追を免れた事への隠蔽工作なのかは未だ判然としていない。
2014年に、ベルリン・フンボルト大学講師で歴史家のライナー・カールシュ（『ヒットラーの爆弾』等の著者）は、カムラー大将が、1945年に自殺で死亡したことを疑っているテキストを公表した。1945年、既に彼は、ヴァルター・ドルンベルガーやヴェルナー・フォン・ブラウンなどのV2ロケット開発者達と共に米国の諜報機関のペーパークリップ作戦等の保護リストに掲載されていた。カールシュの研究によると、アルソス・ミッション（Alsos Mission）に関与した旧OSSの特別代理人ドナルド・Ｗ・リチャードソン（1917-1997）は、「カムラ―を米国に連れてきた人物」であることを主張していた。リチャードソンは、伝えられるところによると、亡くなる少し前に、ペーパークリップ作戦を含む戦争中と戦後の彼の経験について、彼の息子たちに語っていた。息子たちによると、リチャードソンは、1947年までカムラ―を監督したと主張していた。このため、カムラ―は、希望も救いも日の目も見ない非公開の隠されたところ 「最大の安全保障の場所」に、彼が首を吊って自殺するまで拘束されていたと推定されている。

## 陰謀説
ハンス・カムラ―は浮遊現象や超エネルギーを用いた秘密兵器の開発プロジェクトにも関与していた。親衛隊のハインリヒ・ヒムラーが組織していたナチス上層部の党員のみが加入できるブリル協会とアーネンエルベという秘密結社にハンス・カムラ―も参加しており、ナチスとその関連の秘密結社は第三帝国が標榜するゲルマン民族至上主義、それに繋がる古代アーリア人種のルーツを探るため中央アジアのウズベキスタンからインドのヒマラヤ山脈付近まで遠征し古代文明の遺跡と秘密の知識を追っていた。そしてナチスの研究チームはインド北部一帯を遠征中にヒマラヤの古代図書館の遺跡から大量の絵画と書物を発見し、そこには浮遊する乗り物を思わせる物体が描かれた古代インド人が残した”神々の戦争”にまつわる絵画や古代文明人による超技術の乗り物であるヴィマナの技術説明書と思しき絵図面等があった。
そして古代の書物には現在ではオカルトの分野に当てはめられ、当時では疑似科学としても認知されていなかった反重力の存在を匂わせる記述と知識がそこには記されていた。
その後、SSの研究チームは古代インドの秘密書物と絵画を含む古代超文明の数々の手がかりを本国のドイツに持ち帰り、第三帝国の中の最重要機密と歴史的発見と位置づけ、現在のアメリカ軍で実施されているような書物の研究解明作業と物体に対してのリバースエンジニアリング（ナチス・ドイツ独自の逆行分析）を行い、それを元に開発されたのが反重力方式で浮遊し、ビーフェルド・ブラウン効果で推進飛行が可能な新機軸の飛行機械「RFZ」であり、後に兵器として改良が進められてアダムスキー型のUFOを連想させる円盤型航空機「ハウニブ」や「Vril」が改良を施されながらより実用的な形で開発され、その過程で重力制御がもたらす時空変異現象研究のための技術試験機としてベル型の浮遊装置「Die Glocke」が生み出されたという。
これらの未知なる発明の航空機はフリーエネルギー装置による動力装置で駆動される電磁推進によって、大気圏を超え宇宙飛行まで可能な上、何日にもわたる連続飛行が可能な機体であったために、ナチスが戦後にかけてひそかに進める極秘の宇宙計画推進の切り札となったという。
後日、その話に絡んで、矢追純一制作のテレビ番組『木曜スペシャル』で、ナチスの宇宙開発組織に旧日本陸軍の技術者までが参加して、人類史上初の火星到達まで実施されたという話まで出てきている。
これらの陰謀論は疑似科学やサイエンスフィクションとしてウォルト・ディズニー・スタジオ配給の映画「アイアン・スカイ」のストーリーの題材にもなっている。